# 亀州包囲戦
亀州包囲戦（クィジュほういせん、朝鮮語: 귀주성전투）は第一次モンゴルの高麗侵攻中に亀州（現在の亀城市）でおきた戦闘。周辺の諸城が次々と陥落していく中、勇将・朴犀の指揮によって首都開京が降伏するまで防戦を続けたことで知られる。

## 概要
1218年にはじめて交渉を持ったモンゴル帝国と高麗は、1219年には江東城の戦いで共同で高麗に侵攻した契丹人軍団（後遼）を滅ぼし、定期的な使者のやり取りを約するなど、友好的な関係を築いていた。しかし、1225年にモンゴルから高麗に派遣された使者が帰路で殺害されると両国の関係は悪化し、後にこの使者殺害を問罪する名目で高麗への侵攻が始まった。
1231年に鴨緑江を越えて高麗国に侵攻したサリクタイ率いるモンゴル軍（タンマチ）は洪福源らの助けを得て破竹の勢いで侵攻し、まず咸新鎮を守る趙叔昌を投降させ、ついで鉄州を占領した。これによって沿岸部を平定したサリクタイ軍は矛先を東の内陸部に向け、同年9月には亀州に至った。この頃、竹州出身の朴犀が西北面兵馬使として亀州を守っており、朴犀はモンゴル軍の来襲を知ると朔州分道将軍金仲温・静州分道将軍金慶孫らに協力を仰いで静州・朔州・渭州・泰州から兵を徴発して亀州の兵力を増強させた。
朴犀は金仲温に城の東西を、金慶孫に城の南をそれぞれ守らせ、都護別抄と渭州・泰州別抄250人余りを三面に配備した。亀州に到着したモンゴル軍は何重にもこれを囲み、日夜西・南・北門を攻めたがその都度亀州城兵に撃退された。モンゴル軍は捕虜としていた渭州副使の朴文昌を派遣して城を降伏させようとしたが、朴犀は訪れた朴文昌をすぐに斬ってこれを峻拒したという。
使者を殺されたモンゴル軍は精鋭騎兵300を選抜して北門を攻めさせたがこれも失敗したため、これ以後正攻法をやめてあらゆる攻城兵器を駆使し、亀州の守りを突破しようと画策した。モンゴル軍はまず楼車・大床（攻城塔）を築いて城に接近し、また地下から道を掘り進めようとしたが、朴犀は地下には溶かした鉄（鉄液）を流し込み、楼車は焼き払うことでこれを撃退した。この時、地面が陥没して圧死したモンゴル兵が30人余りも出たという。次に、モンゴル軍は大砲車15を準備して南門を攻めようとしたが、朴犀は城にカタパルトを築いて投石により大砲車を破壊した。その後、モンゴル兵は火攻めを計画し薪を積みあげたり火のついた荷車を押し当てたりしたが、朴犀は水と泥を城壁から投げさせてこれを防ぎ、また城壁の上に水をため込んで延焼を防いだ。モンゴル軍は30日（三旬）にわたって様々な計略を考案し亀州城を攻め立てたが、朴犀は臨機応変にこれに対処してその都度撃退したため、遂にモンゴル軍は一時亀州攻略諦めて撤退した。『高麗史』巻23高宗世家によるとモンゴル軍が一時亀州から撤退したのは高宗18年9月3日（1231年10月7日）のことであったという。
しかし、これでモンゴル軍は高麗侵攻を諦めたわけではなく、サリクタイは別ルートを取って9月中には龍州・宣州・郭州を陥落させ、10月21日（11月21日）には安北府の戦いにて高麗軍主力を撃破した。この「安北府の戦い」のちょうど1日前、10月20日（11月22日）に亀州にも別働隊が再度攻撃をしかけ、30の「砲車」によって城郭を破壊した。しかし朴犀はひるまず、鎖などで城壁を補強した上で逆に出戦し、モンゴル兵を撃退することに成功した。モンゴル軍は再び「砲車」によって攻撃しようとしたが、朴犀は投石機でもってこれを破壊し、損害を蒙ったモンゴル軍は退却して柵を築いた。度重なる攻城失敗を受けてサリクタイは通事の池義深らを派遣して投降を促したが、朴犀はこれを拒否し戦況は膠着した。
一方、モンゴル軍本隊は12月1日に高麗国首都の開京に至り、遂に高麗朝廷は降伏を余儀なくされた。年が明けると、高麗王高宗は後軍知兵馬事右諫議大夫崔林寿・監察御史閔曦らをモンゴル人とともに亀州に派遣し、崔林寿は城外から高麗朝廷は既にモンゴルと講和したこと、亀州も抗戦をやめて開城するよう呼びかけた。この呼びかけは4度行われたが亀州はなかなか開城に応じず、朴犀は自刃しようとさえしたが、遂に林寿更の説得によって投降を決意するに至った。亀州で大損害を出したモンゴル軍は朴犀を殺そうとしていたが、武臣政権を統べる崔怡の計らいによって朴犀は郷里に隠棲することとなった。
この戦闘には70歳を越えるモンゴルの老将が従軍しており、戦後に亀州城の城塁・器械を見て以下のように語ったという：
"......私は髪を結うようになって従軍を始めてより、天下の諸城の攻城戦を見てきたが、未だかつてこれほどの攻撃を受けた[都市が]最終的に降伏しなかったのを見たことがない。城中の将軍は、後に必ず将相となるであろう（原文：吾結髮従軍、歴観天下城池攻戦之状、未嘗見被攻如此而終不降者。城中諸将、他日必皆為将相）。"
果たして、後に朴犀は門下平章事の地位を授けられている。なお、慈州を守った崔椿命も朴犀と同様に奮戦して落城を免れており、崔椿命と朴犀はともに『高麗史』巻103列伝16に立伝されている。